# Панченко Сергій Васильович
Сергій Васильович Панченко (нар. 13 серпня 1977) — український футболіст, що грав на позиції центрального нападника. Пограв за низку українських клубів Першої та Другої ліги.
Після завершення кар'єри — дитячий та юнацький футбольний тренер.

## Клубна кар'єра
Вихованець СДЮШОР «Динамо» та СДЮШОР «Локомотив».
Дорослу кар'єру почав у клубі «Система-Борекс» (Бородянка), дебютувавши у складі команди у розіграші другої ліги сезону 1997—1998. В цьому ж сезоні побував в оренді в уманській «Зорі», з якою грав у чемпіонаті України серед аматорів.
1 січня 1999 року перейшов до чернігівської «Десни», яка тогоріч виступала у Першій лізі України. За другу половину сезону 1998-99 зіграв у складі чернігівського клубу 13 матчів й забив 3 голи, після чого повернувся в «Систему-Борекс» на правах оренди.
Сезон 1999-00 почав у «Вінниці», проте, в основному, був гравцем резерву, вийшовши на поле 6 разів.
Після цього грав за «Ніжин» в аматорському чемпіонаті країни, а сезон 2000-01 провів, граючи у чемпіонаті Київської області за «Україну» (Красна Слобідка) й «Обухів».
У професійний футбол повернувся наступного року, підписавши контракт з «Електроном» (Ромни), який брав участь у розіграші Другої ліги України 2001—2002. За ромненську команду зіграв 3 матчі чемпіонату й через півроку перейшов до охтирського «Нафтовика».
Після цього грав за київський ЦСКА, білоцерківську «Рось» та за другу команду «Арсенала» (Київ).
У 2004 році поїхав до вітебського «Локомотива», проте й там не затримався, у тому ж році поїхавши до Фінляндії, де виступав за клуби другого та третього за значущістю дивізіонів країни — ГБК (Коккола) і ТУС (Теріярві).
У 2008 році повернувся до України, трохи погравши за «Світанок» з Ковалівки — предтечу «Колоса». У 2010 році знову був нетривалий період кар'єри за ТУС.
У 2013 році Панченко грав за «Єдність» (Плиски). У 2016 році знову став гравцем «Обухова», за який виступав протягом наступного року.
У січні 2017 року остаточно завершив кар'єру гравця.

## Тренерська кар'єра
Після завершення кар'єри гравця Сергій став дитячим та юнацьким тренером у КДЮСШ «Чемпіон».